# Vláknice
Vláknice je rod lupenatých hub z čeledi trepkovitkovitých.